# 孙友松墓
孙友松墓，位于中国广东省河源市和平县中坝镇塔凹林和塘，为和平县的一个县级文物保护单位，类型为古墓葬，公布时间为1987年6月。
孙友松墓的历史年代为明代。